# LSPM J0207+3331
LSPM J0207+3331是直到2019年已知發現的白矮星中年齡最大者。該顆白矮星周圍環繞著星周盤，距離地球約145光年。

## 概要
LSPM J0207+3331是在2018年10月由公民科學計畫後院世界（Backyard Worlds）的參與者發現。
這顆白矮星的年齡雖然有30億年，周圍卻有星周盤存在。光譜資料中紅外過量與星周盤內兩個不同的還溫度符合：外部較低溫還溫度約480 K，內部較高溫環溫度550–1400 K。這可能是小行星因為恆星重力碎裂形成的岩屑盤。
天文學家已經使用凱克天文台對LSPM J0207+3331進行觀測以研究，並已經有論文被天文物理期刊通訊接受。